# ليل/ خارجي (فلم)
ليل / خارجي فيلم دراما مصري (2018) من إخراج أحمد عبد الله وتأليف شريف الألفي. الفيلم من بطولة كريم قاسم ومنى هلا وشريف دسوقي وأحمد مالك. تم عرض الفيلم في مهرجان تورونتو السينمائي الدولي 2018.

## ملخص القصة
تتمركز أحداث الفيلم حول ثلاثة أشخاص وهم (مو وتوتو ومصطفى) الذين يلتقون في ظروف غير متوقعة وتتقاطع حيواتهم معًا، ومن هنا يدخلون في مغامرة لم تكن بالحسبان ويصيروا شاهدين على جانب خفي وغير معلوم من المدينة.

## طاقم العمل
- كريم قاسم بدور مو - محمد عبد الهادي
- منى هلا بدور توتو
- شريف دسوقي بدور مصطفى
- أحمد مالك بدور جيمي
- بسمة (ضيفة شرف) بدور رباب
- عمرو عابد بدور بذرة

## ترشيحات وجوائز
فاز شريف دسوقي بجائزة أفضل ممثل في مهرجان القاهرة السينمائي الدولي الأربعين عن دوره في الفيلم.

## وصلات خارجية
- مقالات تستعمل روابط فنية بلا صلة مع ويكي بيانات

صفحة الفيلم على قاعدة السينما العربية
صفحة الفيلم على قاعدة بيانات الأفلام على الانترنيت